# Ървинг Пен
Ървинг Пен (на английски: Irving Penn) е американски фотограф известен със своята портретна и модна фотография.

## Биография

### Детство и младост
Ървинг Пен е роден на 16 юни 1917 г. в Плейнфийлд, Ню Джърси в семейството на руски евреи. Брат е на филмовия режисьор Артър Пен (на английски: Arthur Penn). Учи дизайн от 1935 до 1938 г. в университет за изкуства във Филаделфия и там става ученик на дизайнера и арт директор Алексей Бродович, където се занимава предимно с рекламен дизайн и рисуване. През 1937 г. част от неговите рисунки са публикувани в списание Harper’s Bazaar, където той работи две лета като помощник дизайнер, рисувайки обувки. От 1940 до 1941 г. работи за рекламния арт директор на магазин „Saks Fifth Avenue“. През зимата на 1941 – 1942 г. напуска работа и заминава за една година в Мексико да рисува.

### Работа заVogue
Когато в 1942 г. Пен се завръща в Ню Йорк, той е назначен от Александър Либерман, директор на творческия отдел на издателство Condè Nast, като негов асистент, основно за да дава идеи за илюстрациите на корицата на списанието „Vogue“. По-късно Либерман моли Пен сам да направи снимките за кориците. Ървинг Пен взима апарат назаем, аранжира натюрморт, състоящ се от голяма кафява кожена чанта, бежов шал и ръкавици, лимони, портокали и един топаз. Тази снимка е публикувана за корица на „Vogue“ в броя от 1 октомври 1944 г. Така започва кариерата на Пен като фотограф.
През 1949 г. „Vogue“ изпраща Пен в Париж, за да види новите колекции, да се запознае със света, в който работи; как говори, ходи, яде, пие и как върти бизнес. През 1950 г. фотографира Парижката колекция и произвежда серия фотографии, които се отличават от досегашните модни фотографии като тези на де Маиер, Щайхен и други. За снимките на Ървинг Пен през 1950 г.: „Те не са истории, а просто снимки, използващи опростен фотографски речник, изобразителен превод на идеята и духа, принадлежащи на работата, на друг човек на изкуството – тази на шивача“ – Джон Зарковски. През 1950 г. е публикувана и втората му корица на списание „Vogue“.

### Настъпване на признанието
„Снимането на торта може да е изкуство“, заявява Ървин Пен, когато отваря своето студио през 1953 г. Не много по-късно той затвърдява своето изказване с една серия рекламни илюстрации в тази сфера, които му създават репутация, благодарение на която оттогава той е един от топ фотографите в света.
През 1958 г. Ървинг Пен е обявен за един от „Десетте най-добри фотографи в света“ при международно проучване, направено от списание „Popular Photography“. Изказването на Пен: „Аз съм професионален фотограф, тъй като това е най-добрият, познат за мен начин, с който мога да изкарвам парите, които са ми нужни, за да се грижа за семейството ми.“

### Работа в модата
Ървинг Пен създава нов вид модна фотография за времето си от началото на 1950 г., като елиминира присъствието на всякакъв вид реквизит и концентрира фотографиите си само върху моделите и техните облекла. Използва опростени фонове и декори така, че да не отнемат фокуса от главния обект – модела. Той премахва гръцките колони и сюрреалистичните джунджурии на предишните модни фотографи и позиционира своите модели на бяло, изчистено пространство, обикновено прост хартиен фон. Пен целенасочено се опитва да възстанови модната фотография в исторически картини. Както сам казва: „Като се замисля, аз съм съвременен моден фотограф, като все едно произлизам от модните художници през вековете.“
Еволюцията на модната фотография става много очевидна през 70-те години, когато Ървинг Пен почти не прави разграничение между работата в студиото и по-експерименталната техника в тъмната стая и копирането – процес, който той е държал да контролира отблизо.
Ървинг Пен снима много известни модели за Vogue и други списания, но предимно за Vogue. Някои от тях са: Лиза Кант, Даян Фон Фурстенбърг, София Лорен, Джанет Малкълн, Кейт Мос и други.

### Смърт
Ървинг Пен умира на 7 октомври 2009 г. на 92 години в дома си в Манхатън.

## Проекти

### Портрети на известни личности
Ървинг Пен, използва малко реквизит в портретната си фотография. Портретните му снимки насочват погледа на зрителя към изражението на обекта и това прави всякакви други компоненти излишни в снимките му.
Ървинг Пен е майстор на студийното осветление, въпреки това много от портретите му са осветени със светлина от прозорец. Той обича да използва различни съоръжения, през 40-те години е оформен ъгъл от две фонови плоскости. Такива почти архитектурни постановки създават ефект с плътни, засилени диагонали и изнесени нагоре перспективи. Ървинг кара хората да влязат в този ъгъл и по този начин ги е ограничавал в пространството. „Това беше средство, с което ограничавах хората, някои се чувстваха сигурни на това място, други се усещаха като в капан. Тяхната реакция ги правеше интересен обект за пред обектива.“ – казва Пен. Той е снимал много известни личности по този начин – Спенсър Трейси, Марлене Дитрих, Игор Стравински, Труман Капоти, Марсел Дюшан, Джорджиа О’Кийфи, Салвадор Дали и други, повечето от които са били готови да участват в този експеримент.
„Стените бяха повърхности, на които обектите ми можеха да се облегнат и да натиснат“ – казва Пен в книгата си „Преход“. Труман Капоти се е облегнал загрижено в ъгъла, а Джорджиа О’Кийфи обърнала лицето си към апарата, но се е наклонила леко на една страна, малък жест, който дисбалансира целия кадър.
Пен развива по-директен подход в края на 50-те години и снима обектите си в по-близък план. Той снима личности като Тенеси Уилямс, Пикасо и Труман Капоти. Драматична промяна в осветлението се наблюдава в портретите му през 80-те години, които включват портрети на Уилям де Кунинг, Артър Милър и други (1983 г.).
Пен снима много известни личности за списание Vogue. „Фотографът трябва да е като слуга на своя обект дори и да е малко взискателен и строг на моменти.“ – казва Пен. Благодарение на този негов подход той има достъп до толкова известни личности. Той твърди, че не разговаря много с моделите си.

### Портрети на обикновените хора
През 1984 г. Ървинг Пен отива да снима африкански номади в Нова Гвинея, той има преносимо студио в себе си, което позволява същата степен на контролирано, структурирано осветление и композиция, която е използвал да фотографира модели и социални портрети.
Личните проекти на Пен са много специални. „По Коледа в Куско“, Перу, правен през 1948 г. високо в Андите. Там Пен убеждава местен фотограф да му даде под наем студиото си. Със своя фотоапарат „Rollei“ Пен прави 200 цветни и черно-бели портрета в студио, което има каменен под, боядисан фон, малка черга и облицован стол за позиране.
Ървинг Пен има над 7 индивидуални изследователски проекта по света. Той има и снимки на номади от Нова Гвинея, снимани в преносимото му студио, което представлява бяла палатка и преносимо осветление.

### Снимането на голо тяло
Ървинг Пен прави снимки на голо тяло като личен проект през 1949 г., тогава работата му остава неоценена и чак през 1980 г. има публикуван албум с тези снимки. Тези фотографии на голо тяло са провокирани от неговото желание да покаже жените в естествения им вид, не нагласени, слаби и гримирани, такива, каквито снима за Vogue. Жените, които той подбира, са обикновено модели, които позират на художници. За Пен важни са формите и начинът, по който пада светлината върху тях. Той казва с мекота: „Аз се влюбвам в жените още в момента, в който излязат от съблекалнята.“
Технически снимките на Пен са различни от модните му фотографии. Той си създава техника първо на избелване и после на проявяване повторно на всяко копие, за да създаде висококонтрастни участъци, които да засилват текстурата и обема на изображението. Моделите са предимно легнали или седнали, за да се видят обемът и формата на телата им.
По-късно Ървинг Пен прави и цяла серия с голи снимки на Кейт Мос, които също са с естествен вид и непринудени пози, показват Кейт Мос в натуралистичен вид. Тези фотографии са продадени на търговци, всяка на стойност около 80 – 90 хиляди долара.

## Техника
Технически Пен използва разнообразна техника, материали и методи, в зависимост от задачите, които има поставени и техните му лични интерпретации. Той използва Leica или Nikon с разнообразен набор от обективи. Използва формати като 4х5 или 8х10 Deardorff апарати, както и Rolleiflex или Hasselblad. Пен контролира в личното си студио всички черно бели проявителни процеси, където използва различни варианти на метални процеси, както и различни тониращи средства. Цветните си работи изпраща във външна лаборатория.